# ليو خان
ليو خان (بالإنجليزية: Leo Kahn)‏ هو رائد أعمال أمريكي، ولد في 31 ديسمبر 1916، وتوفي في 11 مايو 2011.